# Kacha Kaladze
Kachaber Kaladze (Georgisch: კახაბერ კალაძე) (Samtredia, 27 februari 1978) is een Georgisch politicus en voormalig betaald voetballer die doorgaans in de verdediging speelde.

## Voetbalcarrière
Hij startte zijn professionele voetbalcarrière bij Dinamo Tbilisi in 1993, waarna hij in januari 1998 vertrok naar Dynamo Kiev. In 2000 maakte hij vervolgens de overstap naar Italië om de rood-zwarte kleuren van AC Milan te verdedigen. Hier vormde hij met onder andere Paolo Maldini en Alessandro Nesta een zeer sterke verdediging. Na een paar seizoenen kwam hij veelal op de bank te zitten. Na een aantal matige tot tegenvallende seizoenen werd de linksachter in 2009 in het centrum van de verdediging geplaatst en hij wist zich op deze plek weer in de kijker te spelen. In 2010 vertrok hij naar Genoa, waar hij in 2012 zijn carrière afsloot.
Kaladze werd vier keer verkozen tot Georgisch voetballer van het jaar. Hij won in zijn carrière acht landstitels, acht nationale bekers, de UEFA Champions League, de UEFA Super Cup en de FIFA Club World Cup.

## Politieke carrière
In februari 2012 trad Kaladze toe tot oppositiepartij Georgische Droom. In oktober van dat jaar werd hij verkozen tot het Georgische parlement. Enkele weken later werd hij benoemd tot vicepremier en minister van Energie. Hij zou deze functie vijf jaar uitoefenen. In het najaar van 2017 werd verkozen tot burgemeester van de Georgische hoofdstad Tbilisi. In oktober 2021 werd hij voor een tweede termijn herkozen, waar hij een tweede ronde voor nodig had.

## Privéleven
In 2001 werd Levan, Kachas broer, ontvoerd door een Georgische guerrillabeweging. Begin 2006 werd hij dood teruggevonden.
Kaladze is getrouwd met Anouki en heeft één zoon (geboren in 2009). Hij kreeg de naam Levan, naar zijn vermoorde broer.

## Statistieken
| Seizoen | Club              | Land              | Competitie      | Wed. | Goals |
| ------- | ----------------- | ----------------- | --------------- | ---- | ----- |
| 1993/94 | FC Dinamo Tbilisi | Vlag van Georgië  | Oemaghlesi Liga | 9    | 1     |
| 1994/95 | FC Dinamo Tbilisi | Vlag van Georgië  | Oemaghlesi Liga | 23   | 0     |
| 1995/96 | FC Dinamo Tbilisi | Vlag van Georgië  | Oemaghlesi Liga | 23   | 0     |
| 1996/97 | FC Dinamo Tbilisi | Vlag van Georgië  | Oemaghlesi Liga | 12   | 0     |
| 1997/98 | FC Dinamo Tbilisi | Vlag van Georgië  | Oemaghlesi Liga | 15   | 0     |
| 1997/98 | FC Dynamo Kiev    | Vlag van Oekraïne | Vysjtsja Liha   | 13   | 2     |
| 1998/99 | FC Dynamo Kiev    | Vlag van Oekraïne | Vysjtsja Liha   | 25   | 3     |
| 1999/00 | FC Dynamo Kiev    | Vlag van Oekraïne | Vysjtsja Liha   | 25   | 1     |
| 2000/01 | AC Milan          | Vlag van Italië   | Serie A         | 17   | 3     |
| 2001/02 | AC Milan          | Vlag van Italië   | Serie A         | 31   | 4     |
| 2002/03 | AC Milan          | Vlag van Italië   | Serie A         | 27   | 0     |
| 2003/04 | AC Milan          | Vlag van Italië   | Serie A         | 6    | 0     |
| 2004/05 | AC Milan          | Vlag van Italië   | Serie A         | 19   | 2     |
| 2005/06 | AC Milan          | Vlag van Italië   | Serie A         | 28   | 2     |
| 2006/07 | AC Milan          | Vlag van Italië   | Serie A         | 18   | 1     |
| 2007/08 | AC Milan          | Vlag van Italië   | Serie A         | 32   | 0     |
| 2008/09 | AC Milan          | Vlag van Italië   | Serie A         | 11   | 0     |
| 2009-10 | AC Milan          | Vlag van Italië   | Serie A         | 6    | 0     |
| 2010/11 | Genoa CFC         | Vlag van Italië   | Serie A         | 26   | 1     |
| 2011/12 | Genoa CFC         | Vlag van Italië   | Serie A         | 27   | 0     |
| Totaal  |                   |                   |                 | 393  | 20    |

## Erelijst
Dinamo Tbilisi
- Oemaghlesi Liga: 1993/94, 1994/95, 1995/96, 1996/97
- Beker van Georgië: 1993/94, 1994/95, 1995/96, 1996/97

 Dynamo Kiev
- Vysjtsja Liha: 1998/99, 1999/00, 2000/01
- Beker van Oekraïne: 1997/98, 1998/99, 1999/00

 AC Milan
- Serie A: 2003/04
- Coppa Italia: 2002/03
- Supercoppa Italiana: 2004
- UEFA Champions League: 2002/03, 2006/07
- UEFA Super Cup: 2007
- FIFA Club World Cup: 2007

Individueel
- Georgisch voetballer van het jaar: 2001, 2002, 2003, 2006